# Cuphea pulchra
Cuphea pulchra là một loài thực vật có hoa trong họ Lythraceae. Loài này được Moric. mô tả khoa học đầu tiên năm 1847.